# لو ییون
لو ییون (انگلیسی: Lu Yiwen؛ زادهٔ ۱۶ مهٔ ۱۹۹۶) بازیکن زن واترپلو اهل چین است.
وی در مسابقات کشوری و بین‌المللی در مجموع برندهٔ ۱ مدال طلا شده‌است.